# Яздовский, Владимир Иванович
Владимир Иванович Яздовский (24 июня 1913, Ашхабад — 17 декабря 1999, Москва) — основоположник космической биологии и медицины, доктор медицинских наук, профессор, лауреат Государственной премии СССР (1952), действительный член Международной академии астронавтики, лауреат (Большая золотая медаль) Международной авиамедицинской академии (Брюссель, Льеж), почётный академик Академии космонавтики им. К. Э. Циолковского, полковник медицинской службы. Обосновал возможность полета человека в космос и руководил созданием системы медико-биологического обеспечения полета Юрия Гагарина и других космонавтов первого отряда.

## Биография и научные достижения
Родился 24 июня 1913 года в Ашхабаде в семье коллежского советника Ивана Викторовича Яздовского, отец которого происходил от польских дворян города Либава. Вскоре после рождения Владимира семья переехала в Петроград, а затем в Елабугу. В Елабуге Владимир и его брат Михаил (р.1915) окончили с отличием школу I и II ступени (девятилетку), трудились на сельскохозяйственных работах у родственников матери под Елабугой. В Елабуге в 1921 году от кровоизлияния в мозг умер отец, болевший сахарным диабетом.
Семья переехала в Самарканд, где Владимир получил (1933) высшее техническое образование, работал на инженерных должностях в системе водного хозяйства. Принял решение стать медиком и переехал в Ташкент, где поступил (1937) в медицинский институт.
В 1941 году с отличием, Сталинским стипендиатом, окончил Ташкентский медицинский институт, подготовил кандидатскую диссертацию по нейрохирургии. В ноябре 1941 года ушел добровольцем на фронт. Проходил службу в действующей армии на фронтах Великой Отечественной войны в должности начальника медицинской службы 289-й штурмовой авиадивизии.
После окончания войны переведён в Москву, Научно-исследовательский испытательный институт авиационной медицины МО СССР (переименованный в 1959 году в Научно-исследовательский испытательный институт авиационной и космической медицины). За время службы (1947 — 1964) прошел путь от начальника лаборатории до заместителя начальника института по науке (1960—1964) и начальника управления (космическая медицина).
В 1948 году по рекомендации А. Н. Туполева С. П. Королёв предложил Яздовскому возглавить медико-биологические исследования на ракетах. Разработанная им методология и программа исследований по обеспечению космических полетов животных была одобрена Президиумом Академии наук СССР в 1949 г. Под его руководством в 1951 г. были проведены первые успешные запуски животных на геофизических ракетах Р-2А (первый в мире успешный полёт собак Цыгана и Дезика на высоту 100 км состоялся 22 июля 1951 года), за медико-биологическое обеспечение которых Яздовский, В. И. Попов, А. Д. Серяпин и А. В. Покровский в 1952 г. были удостоены Сталинской премии. В этих исследованиях впервые была доказана возможность безопасного пребывания на космических высотах живых организмов в герметической кабине.
Под руководством Яздовского выполнялась обширная программа биологических исследования верхних слоёв атмосферы и космического пространства. Изучались биологические и медицинские проблемы космических полетов при запусках одноступенчатых геофизических ракет с животными на высоты 212 и 473 км. В экспериментах исследовалось влияние ускорений и невесомости. Проводилась подготовка к запуску 2-го искусственного спутника Земли с собакой Лайкой (3 ноября 1957 г.) и возвращаемых космических кораблях-спутниках Земли (Белка и Стрелка, 19 августа 1960 г. и весна 1961 года). Эти исследования показали огромный риск, связанный с отправкой человека в космос: из шести запусков собак успехом окончился лишь один.
В 1959 г. Яздовский возглавил специальные исследования по медицинскому обеспечению безопасности пилотируемых полетов. Обосновываются медико-технические требования к герметической кабине космического корабля, проводятся испытания безмасочного скафандра, средств индивидуальной защиты, систем жизнеобеспечения и приземления с помощью катапультного кресла и в самом корабле. Создаётся эффективная система дистанционного контроля состояния здоровья космонавта и работы систем, обеспечивающих безопасность полетов. Эти исследования послужили основой для принятия окончательного решения о возможности полета человека на космическом корабле «Восток».
В 1960 г. Яздовский разрабатывает научную доктрину биологических и медицинских исследований по освоению космического пространства, руководит разработкой системы отбора, подготовки, тренировки кандидатов в космонавты и медицинского обеспечения космических полетов. Становится первым профессором по специальности «космическая биология и медицина». Входит в созданный Королёвым Совет Главных конструкторов, отвечая за медико-биологическое обеспечение полетов.
Научный коллектив, возглавляемый Яздовским, осуществлял медицинскую подготовку Ю. А. Гагарина и других космонавтов Первого отряда.
Яздовский руководил медицинской подготовкой и обеспечением безопасности всех космических полетов кораблей «ВОСТОК» и «ВОСХОД». Одновременно им закладывались основы обеспечения космических полетов будущего, разрабатывались основы создания перспективных систем жизнеобеспечения человека в полетах большой продолжительности, исследовались возможности человека жить и работать в этих условиях.
С 1964 по 1968 год Яздовский работал в Институте медико-биологических проблем (ИМБП) Минздрава СССР заведующим сектором и заместителем директора по науке, где решал сложнейшие проблемы обеспечения работоспособности космонавтов во время продолжительных полетов на орбитальной космической станции. Затем работал в течение 25 лет во ВНИИ «Биотехника» (заведующий лабораторией, главный научный сотрудник), где разрабатывал перспективные биологические системы жизнеобеспечения в будущих длительных космических полетах.
По мнению экспертов, глубокие и всесторонние знания Яздовского в различных областях биологии, медицины, техники, а также его организаторские способности способствовали привлечению к исследованиям проблем космической биологии и медицины ведущих учёных страны по различным специальностям. Он добивался успешного взаимодействия космических конструкторских бюро с руководством Военно-воздушных сил, Академией наук, Академией медицинских наук, Министерством здравоохранения СССР и специалистами вузов.
Яздовский положил начало публикации в нашей стране научно-информационных, переводных и оригинальных работ по космической биологии и медицине.
Занимался популяризацией знаний. Был членом Ученого совета Политехнического музея и Общества «Знание», редактором отдела «Космическая биология и медицина» ВИНИТИ Академии Наук СССР.
Автор более 270 научных трудов. Под руководством Яздовского выполнены десятки кандидатских и докторских диссертаций.
Большой популярностью пользуется монография Яздовского «На тропах Вселенной», выпущенная фирмой «Слово» в 1996 году (Москва, 288 с.), о вкладе космической биологии и медицины в освоение космического пространства. Книга представляет значительный интерес для учёных-биологов, врачей, химиков, инженеров, конструкторов, которые планируют заниматься развитием пилотируемой космонавтики и освоением просторов космоса.

## Признание
- Сталинская премия третьей степени (1952) — за работу в области техники

Награждён 6 орденами, в том числе орденом Ленина, Трудового Красного Знамени, двумя орденами Отечественной войны II степени, Красной Звезды, Дружбы народов, более чем 30 медалями за трудовые, боевые и научные заслуги. Лауреат Большой золотой медали Международной авиамедицинской академии (1962 г.) за уникальные научные исследования по обоснованию возможности полета человека в космос и его медико-биологическое обеспечение.

## Личность
По воспоминаниям сотрудников Института подчиненные Яздовского боялись. Так, Валентина Быковская, работавшая в то время в институте медсестрой, вспоминала: «Он был невероятно строг, и мы всегда пытались проскользнуть мимо него по коридору или пробежать мимо как можно быстрее. К тому же он не всегда был справедлив. Суровый и надменный человек».

## Семья
У Владимира Ивановича и его жены Тамары Петровны (1 января 1925 — 26 марта 2010) две дочери, Алла и Светлана, и сын Виктор. Все они врачи.
Внуки: Ольга, Игорь, Полина, Елена, Александр.

## Память
Скончался 17 декабря 1999 года в Москве. Урна с прахом захоронена на Троекуровском кладбище (участок № 9)
В Государственном научно-исследовательском испытательном институте военной медицины Минобороны РФ (преемник Института авиационной и космической медицины) после смерти учёного в 1999 году была открыта мемориальная доска, посвящённая Яздовскому, как основоположнику отечественной космической биологии и медицины.
Научное наследие учёного развивается его учениками и последователями. Общепризнанно, что неукротимая энергия, высокая работоспособность и творческий азарт Яздовского способствовали становлению новой науки «Космическая биология и космическая медицина».

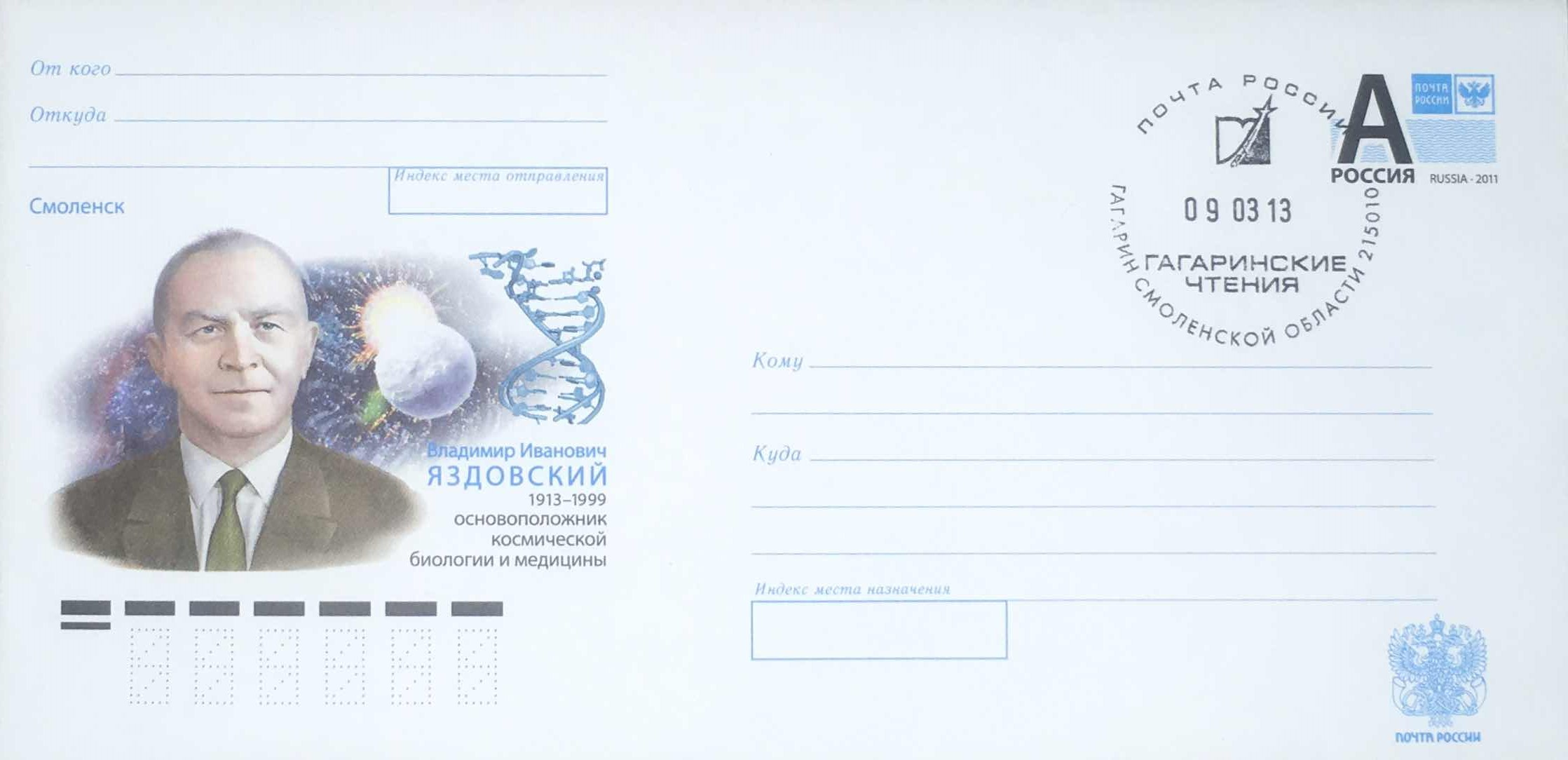
В 2013 году был выпущен почтовый конверт в честь 100-летия со дня рождения В. И. Яздовского.